# اسفدن
اِسْفِدِن شهری است در استان خراسان جنوبی.
این شهر در بخش مرکزی از توابع شهرستان قائنات قرار دارد. اسفدن در فاصلهٔ ۵۷ کیلومتری شرق قاین (قائن) قرار دارد و ارتفاع آن از سطح دریا ۱٬۲۰۰ متر است. اسفدن در سال ۱۳۸۳ به شهر ارتقاء یافت.
از محصولات این شهر می‌توان به زرشک، پسته، زعفران، عناب و … نام برد.
اهالی شهر اسفدن بسیار مهمان نواز و مهماندوست هستند و شغل اغلب مردم این شهر کشاورزی و دامداری است.
از مکان‌های شهر اسفدن می‌توان به دره هندوستان، دشت اسفدن و… اشاره کرد.

## جمعیت
بر پایه سرشماری عمومی نفوس و مسکن در سال ۱۳۹۵ جمعیت این شهر ۳٬۵۹۸ نفر (در ۱٬۰۷۰ خانوار) بوده است.

## پیشینه
اسفدن در میان دو رود بزرگ و سفید جای گرفته و از این‌رو نام آن را مرتبط به واژه سپید و اسپید ده (روستای سفید) می‌دانند.
حمدالله مستوفی به روستای اسفدن در کتاب خود این‌گونه اشاره می‌کند:
«بلاد قهستان نیمروز و زابلستان را ولایتی است به نام زیرکوه که آن را سه قصبه است یکی را «اسفدن» یکی راشاهرخت و دیگری را آبیز گویند. در گورستان قلعه مقبره عارفی بزرگ خودنمایی می‌کند.»

## دره هندوستان اسفدن
دره هندوستان اسفدن دره‌ای است با پوشش گیاهی متنوع در نزدیکی اسفدن. پوشش گیاهی آن در قسمت کوهستانی شامل درخت‌های انجیر وحشی، بنه، پسته کوهی، بادامشک و گز است و بوته‌های آویشن و زیره است. پوشش گیاهی دامنه‌های آن شامل سینه‌کفتر، سوسن و شقایق است. درون دره نیز زرشک، عناب، پسته و کاج، قیچ، تاغ و گل شقایق می‌روید.
در این مکان امکانات رفاهی و خدماتی اندکی از قبیل سرویس بهداشتی، آلاچیق و سکو وجود دارد.